# Microthelphusa viloriai
Microthelphusa viloriai is een krabbensoort uit de familie van de Pseudothelphusidae. De wetenschappelijke naam van de soort is voor het eerst geldig gepubliceerd in 2006 door Suárez.